# Placebo (album)
Placebo az angol rock együttes, a Placebo saját magáról elnevezett és a Virgin Records által 1996. július 16-án kiadott album címe. 1998-ban a Q magazin olvasói minden idők 87. legjobb albumának választották. Az albumot megjelenésének tizedik évfordulóján remaszterelt és kibővített formában adták ki újra 2006. szeptember 18-án.

## Dalok
1. "Come Home" – 5:09
2. "Teenage Angst" – 2:42
3. "Bionic" – 5:00
4. "36 Degrees" – 3:05
5. "Hang on to Your IQ" – 5:13
6. "Nancy Boy" – 3:48
7. "I Know" – 4:44
8. "Bruise Pristine" – 3:35
9. "Lady of the Flowers" – 4:47
10. "Swallow" – 2:24
  - Tartalmaz egy rejtett számot is: "Hong Kong Farewell"  – 14:52

Az album egyes verzióin a "Nancy Boy" 3:48 szám helyett egy kissé megváltoztatott "Nancy Boy (Sex Mix)"-ként ismert szám található.

## Új dalok a 2006-os kiadáson
11. "Paycheck (demo)"

12. "Flesh Mechanic (demo)"

13. "Drowning By Numbers (b-side)"

14. "Slackerbitch (b-side)"

15. "H K Farewell"

## A 2006-os kiadás bónusz DVD-je
1. Come Home – Alexandra Palace (2006)
2. Teenage Angst – The Big Breakfast (1996)
3. Nancy Boy – Top Of The Pops (1997)
4. Lady of the Flowers – Glastonbury (1998)
5. Teenage Angst – The White Room (1997)
6. Bruise Pristine – Top Of The Pops (1997)
7. 36 Degrees – Wembley Arena (2004)
8. 36 Degrees (promo)
9. Teenage Angst (promo)
10. Nancy Boy (promo)
11. Bruise Pristine (promo)

## Toplistahelyezések
- #5 – UK
- #50 – France